# Bia atalanta
Bia atalanta är en fjärilsart som beskrevs av Hans Rebel 1906. Bia atalanta ingår i släktet Bia och familjen praktfjärilar. Inga underarter finns listade i Catalogue of Life.